# Tert-Butylhydroquinone
La tert-butylhydroquinone, ou TBHQ, est un composé aromatique synthétique dérivé de l'hydroquinone avec un substituant tert-butyle. Il s'agit d'un solide organique se présentant comme une poudre cristallisée brun clair combustible, faiblement soluble dans l'eau, et à l'odeur faible.
Elle est généralement utilisée comme conservateur alimentaire pour les aliments riches en graisses comme le poisson, le saindoux et les graisses animales, ainsi que comme conservateur pour les cosmétiques gras et les huiles végétales. Elle est autorisée dans l'Union européenne comme additif alimentaire antioxydant sous le numéro E319, avec une limite maximum de 200 mg/kg de matière grasse. À de faibles concentrations, elle présente des propriétés cytoprotectrices, tandis qu'à concentrations plus élevées, elle présente un effet cytotoxique. La réponse immunitaire à la grippe est inhibée par cet additif alimentaire.